# Iōannīs Mītropoulos
Iōannīs Mītropoulos (in greco Ιωάννης Μητρόπουλος?; Atene, 1874 – ...) è stato un ginnasta greco.
Era uno studente in legge e un ginnasta della Ethnikos Gymnastikos Syllogos.
Dopo i Giochi diventò avvocato. 

## Medaglie olimpiche
- Oro - Anelli - Ginnastica - Atene, 1896
- Bronzo - Parallele a squadre - Ginnastica - Atene, 1896

## Altre posizioni
6º - Parallele - Ginnastica - Atene, 1896